# ビジョントレーニング
もともとアメリカ合衆国で空軍のパイロットの訓練用に開発されたトレーニング法で、眼球運動のコントロール能力、焦点合わせ機能、両目の協調機能、動体視力、立体視能力、奥行き認識能力等の視覚能力を向上させるトレーニング。現在は軍事用にとどまらず民生用に転用され、いわゆるディスクレシア（識字障碍）の治療やスポーツ選手の能力開発のためのトレーニングなど様々に応用されている。また、これらのトレーニングは「ビジョントレーニング」・「眼球トレーニング」・「スポーツビジョン」などと表現されることもあるが、今現在、それらの語彙はすべてに商標登録されて利用されている。